# Camille Jordan

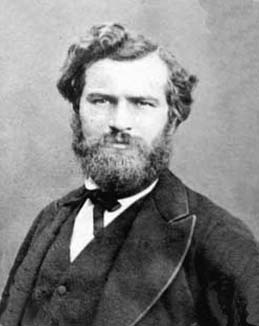

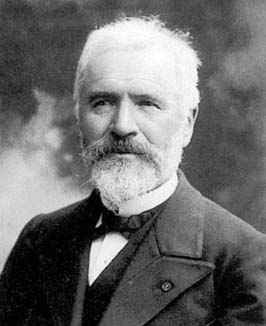
Beide foto's zijn voor 1923 genomen.

Marie Ennemond Camille Jordan (Lyon, 5 januari 1838 - 22 januari 1922) was een wiskundige uit Frankrijk. Hij gold als de belangrijkste onderzoeker van de groepentheorie in zijn tijd en schreef Cours d'analyse, dat een belangrijk tekstboek werd. Zijn Traité des substitutions uit 1870 over permutatiegroepen was lange tijd een standaardwerk.
Jordan werd op de leeftijd van 17 1/2 jaar toegelaten tot de École polytechnique in Parijs. Onder meer Charles Hermite zat in de toelatingscommissie. Na zijn studies werd hij ingenieur bij de Franse spoorwegen, wat hem ruimschoots tijd overliet voor wiskundig onderzoek. Later volgde hij Hermite op als hoogleraar aan de École polytechnique en doceerde hij tegelijkertijd aan het Collège de France.
Hij onderzocht onder andere de Mathieu-groepen, de eerste voorbeelden van sporadische groepen. Door zijn werk kwam de galoistheorie binnen de wiskunde in de belangstelling.

## Naar Jordan genoemd
- Een Jordan-kromme is een willekeurige kromme die topologisch equivalent is aan de cirkel. Jordan bewees de intuïtief duidelijke maar moeilijk te bewijzen stelling van Jordan dat elke dergelijke kromme het vlak in twee samenhangende delen verdeelt.
- De Jordan-normaalvorm van een matrix
- Jordan-maat of Jordan-inhoud, oppervlaktemaat in de analyse gebruikt voorafgaand aan de maattheorie
- Stelling van Jordan-Schur
- Stelling van Schoenflies, maar ook de stelling van Jordan-Schönflies genoemd